# Walter Renz
Walter Renz (geb. 1908 in Stuttgart; gest. 1998 in Tecklenburg) war ein deutscher Maler, Fotograf und Restaurator.

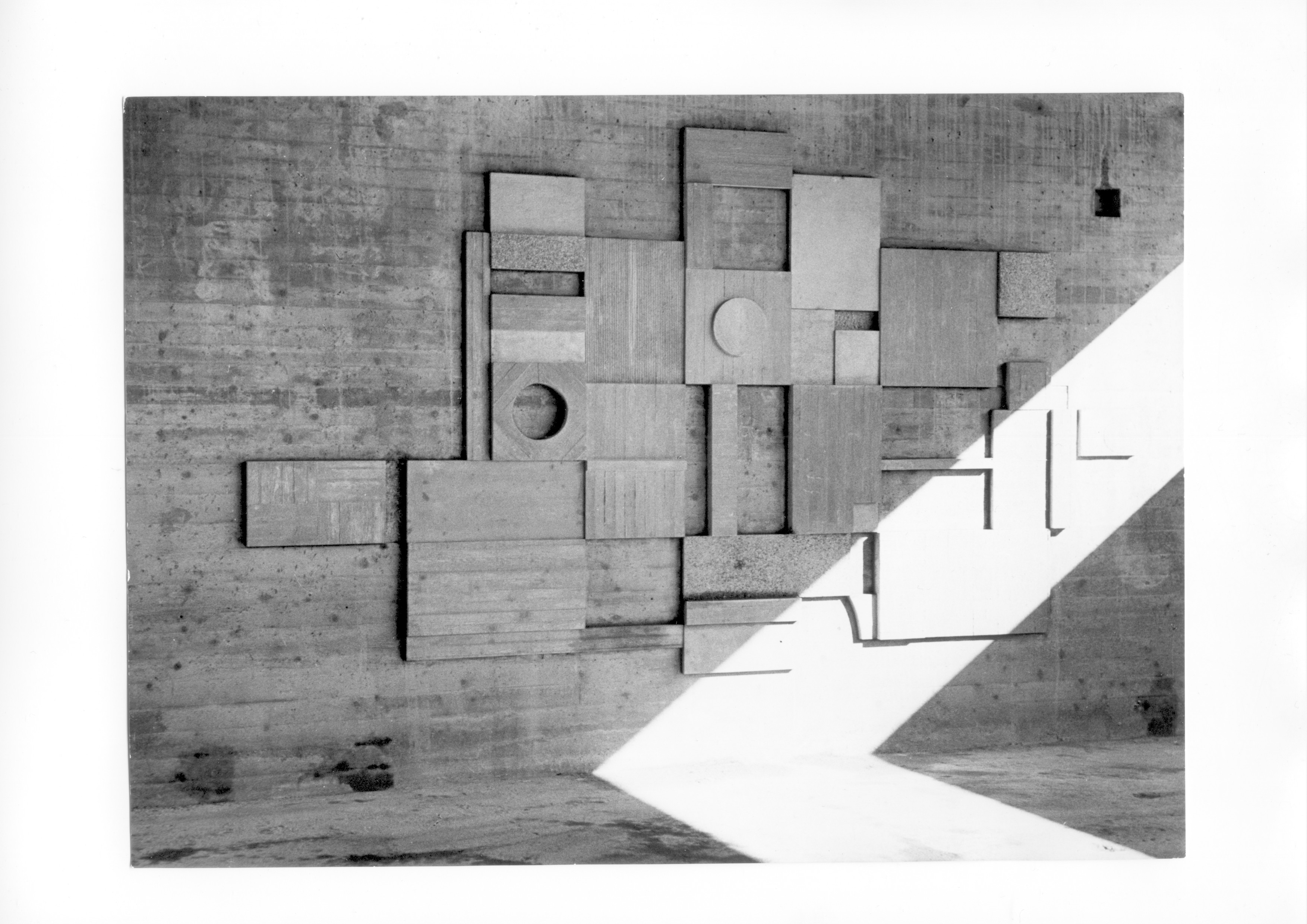
Walter Renz: Wandrelief Mauerbild

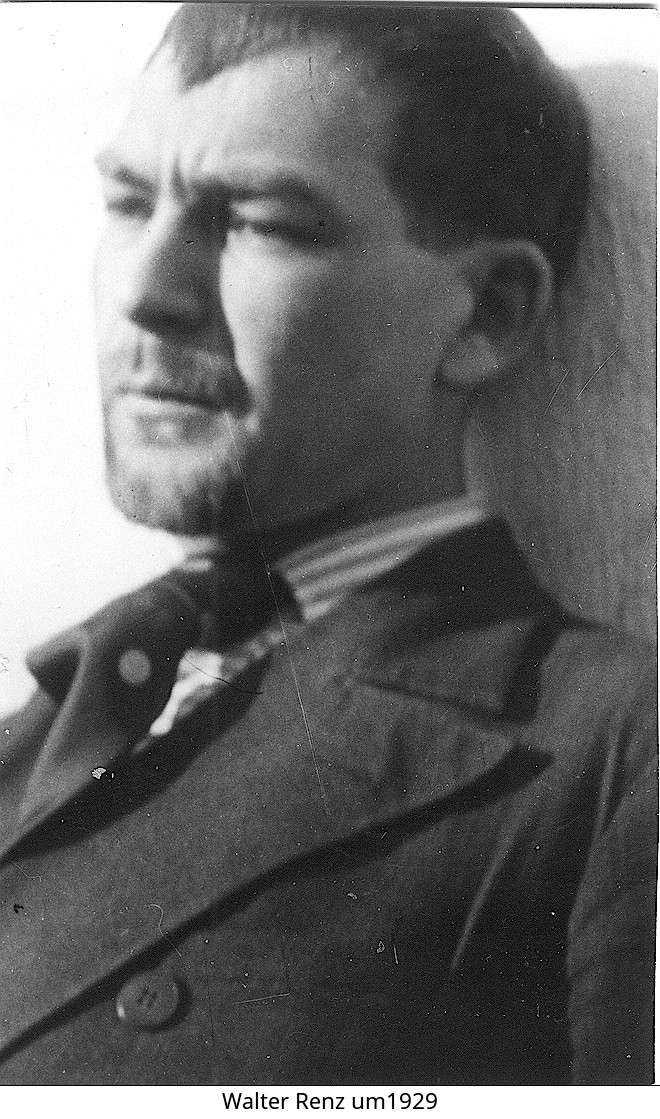

## Biografie
Renz war der jüngste Sohn des Malers Alfred Renz. Er lebte und arbeitete in Stuttgart. Die berufliche Basis seiner Arbeit als freier Künstler war die Mitarbeit im Familienunternehmen Renz Bilderrahmen. Die Firma war 1925 während seines Studiums von seinem Vater und seinem älteren Bruder Erich Renz vorsorglich auch in seinem Namen gegründet worden. Er wurde nach seinem Kunststudium und einer Qualifizierung als Vergoldermeister und Restaurator verantwortlich für den künstlerischen Bereich des Unternehmens.
Nach Besuch des Gymnasiums hat er von 1925 bis 1927 an der Kunstgewerbeschule und an der Kunstakademie in Stuttgart studiert. Sein Vater, bis 1922 Lehrer an der Kunstgewerbeschule, hat ihn früh selbst unterrichtet und seine künstlerische Entwicklung nachhaltig geprägt und gefördert. Landschaftsdarstellungen und Stadtansichten, die zentralen Themen seines Vaters, waren 1928 auf einer gemeinsamen Studienreise nach Italien/Sizilien der Schwerpunkt ihrer künstlerischen Arbeit. Nach dem frühen Tod des Vaters entwickelte Renz diese Themen für sich eigenständig weiter. 1933 wegen missglückter Fluchthilfe kurzzeitig inhaftiert, reiste er 1934 vorsichtshalber nach Paris und Sanary-sur-Mer, wo er nicht nur malte, sondern parallel dazu auch fotografierte. Neben solchen Fotografien sind außerdem immer wieder Stillleben entstanden, denen später zunehmend abstrakte Kompositionen folgten. Das waren auch die Schwerpunkte weiterer längerer Reisen u. a. nach Paris (1937) und London (1952).
Ebenso wichtig wie seine Reisen waren für Renz die Kontakte zu Künstlern seiner schwäbischen Heimat, u. a. HAP Grieshaber, Fritz Ruoff, Werner Oberle, Willi Baumeister.
Grieshaber war er bereits beim gemeinsamen Studium an der Kunstgewerbeschule begegnet. Beide waren seitdem lebenslang freundschaftlich verbunden und haben mehrmals an gemeinsamen Projekten zusammen gearbeitet. Selbstbehauptung gegen die NS-Willkür wurde seit 1933 zu einem der wesentlichen Motive ihrer Zusammenarbeit.
Im Umfeld von entschiedenen Gegnern der Nationalsozialisten hat Renz seine spätere Ehefrau Josefa Schuler und deren Ehemann, den Wirtschaftswissenschaftler Erwin Schuler kennengelernt. Zu beiden entwickelte sich insbesondere unter dem Verfolgungsdruck im „3. Reich“ eine besonders enge Beziehung. Walter und Josefa Renz haben 1944 nach dem Tod von Erwin Schuler geheiratet. Dessen Sohn Michael folgten nach Kriegsende der Sohn Thomas und die Töchter Claudia und Vera.
1945 war Renz als Kraftfahrer auf der Schwäbischen Alb stationiert. 1946 aus der französischen Kriegsgefangenschaft entlassen, boten sich für ihn zunehmend Gelegenheiten seine Bilder auszustellen: Unter dem Vorzeichen der Rehabilitation „entarteter Kunst“ kamen mehrere Ausstellungen zustande, in die seine Arbeiten aufgenommen wurden: in Dresden, in Baden-Baden, in Bern, in Stuttgart und in Tübingen. In Stuttgart wurden seit 1946 außerdem seine Arbeiten in der Galerie Lutz & Meyer sowie der Galerie Herbert Herrmann gezeigt.
Mit Grieshaber ergaben sich in der Nachkriegszeit neue Gemeinsamkeiten in der Bernsteinschule, in der neu gegründeten Künstlergruppe Die Freunde und bei Projekten wie dem Engel der Geschichte. Die Erfahrungen von Verfolgung und Widerstand und das Interesse an einer engagierten künstlerischen Arbeit verbanden Renz seit dieser Zeit mit den engen Freunden Margot und Max Fürst, Lutz Greve und Robert (Bob) Gutmann. Aus dem Freundeskreis um Grieshaber entwickelte sich die Zusammenarbeit mit Helmut Heißenbüttel und Gerd Hatje zur Veröffentlichung seiner Fotografien, die in den späteren Lebensjahren zum Schwerpunkt seiner künstlerischen Arbeit geworden sind.
Von 1957 bis 1959 unterrichtete er als Lehrbeauftragter an der Akademie der Bildenden Künste Stuttgart. Beim Bau einiger öffentlichen Gebäude der Stadt Stuttgart hat er zur Gestaltung der Fassaden beigetragen. Seit 1981 war er Träger des Verdienstordens des Landes Baden-Württemberg.

## Ausstellungen (Auswahl)
Arbeiten von Renz wurden in Sammlungen der Staatsgalerie Stuttgart, des Württembergischen Kunstvereins Stuttgart, der Galerie der Stadt Stuttgart, des Museums Folkwang Essen und privater Sammler aufgenommen
- 1947 Ausstellungsbeteiligung Die Freunde, Galerie Herbert Herrmann, Stuttgart[18]
- 1950 Ausstellung Ida Kerkovius und Walter Renz, Zimmergalerie Franck, Frankfurt a. M.[19]
- 1955 Ausstellung Werke von Walter Renz, Stuttgart, Herbert Herrmann, Stuttgart[20]
- 1964 Ausstellungsbeteiligung 10. Jahresausstellung des Künstlerbunds Baden-Württembergs, Stuttgart[21]
- 1984 Ausstellungsbeteiligung Malgré tout – Grieshaber mit seinen Freunden, Schiller-Nationalmuseum, Marbach[22]
- 1986 Ausstellung Walter Renz – Fotografien, Württembergischer Kunstverein Stuttgart[23]
- 1986 Ausstellung 25 Jahre Galerie der Stadt Stuttgart Kunst des 19. und 20. Jahrhunderts in Baden-Württemberg, Erwerbungen seit 1961[24]
- 1987 Ausstellung Walter Renz, Fotobilder 1927–1957, Museum Folkwang, Essen
- 1987 Ausstellung Walter Renz – Fotografien aus der Vor- und Nachkriegszeit, Kunstverein Koblenz
- 1989 Ausstellungsbeteiligung Bild und Lichtbild – 150 Jahre Photographie, Städtische Galerie, Saulgau[25]
- 1995 Ausstellungsbeteiligung Subjektive Dinglichkeit, Rathaus der Stadt Stuttgart[26]
- 2001 Ausstellung HAP Grieshaber und Walter Renz, Dokumente einer Freundschaft, Galerie Schlichtenmaier, Schloss Dätzingen, Grafenau[27]
- 2019 Museum Folkwang, Essen, Neue Welten (neue Präsentation der Sammlung ab Juni 2019)

## Veröffentlichungen (Auswahl)
- Walter Renz, HAP Grieshaber:  Pariser Läden, Sautter, Reutlingen 1938.
- Walter Renz, Stilleben, Sammlung Woldemar Klein, in: Das Kunstwerk, 1948, H. 7, S. 33f.
- Grafikbeiträge zu HAP Grieshaber u. a.: Hommage à Werkman – the next call, Eggert, Stuttgart 1958.
- HAP Grieshaber: Malbriefe (Hg. Margot Fürst), Hatje 1967 und Deutscher Taschenbuch Verlag 1969.
- Walter Renz – Fotografien (Vorwort H. Heißenbüttel). ISBN 37757 0228 8, Hatje 1986.
- Fotobeiträge zum Engel der Geschichte. Nr. 1(1964), Nr. 12(1969), Hrsg. HAP Grieshaber, Manus Presse, Stuttgart 1964–1981 und Nr. 26, Karlsruhe 1982 (Nachdruck der Folgen 1–13 (Hg. HAP Grieshaber) Harenberg TB, 1980).
- Interviewbeitrag zur Entstehungsgeschichte der Reihe Engel der Geschichte. In: Ludwig Metzger: HAP Grieshaber und Der Engel der Geschichte. Filmdokumentation. WDR 1994 und 1996, abgerufen am 5. Januar 2019.